# Bernat Riera Alemany
Bernat Riera Alemany (Andrach, 1874-Palma de Mallorca, 1926) fue un médico y militar español.

## Biografía
En 1896 fue destinado a la guerra de Cuba donde fue médico del regimiento Alfonso XIII y jefe de clínica de diversos hospitales. Al volver a Mallorca, ejerció la medicina en el Hospital Militar de Mallorca y publicó sus estudios sobre higiene y enfermedades infecciosas. Fue ascendido a General de Sanidad Militar en 1926.
Su hermano Gabriel Riera Alemany fue alcalde de Palma de Mallorca de 1939 a 1941.
Le fueron dedicadas dos calles, la Avenida Bernat Riera en Andrach y la Calle General Riera en Palma de Mallorca.